# Night Mail
Night Mail ist ein kurzer britischer Dokumentarfilm von Harry Watt und Basil Wright aus dem Jahr 1936. Er gilt wegen seiner Verbindung von Realismus mit filmischer Ästhetik als Gesamtkunstwerk aus Bild und Ton sowie der speziell für den Film verfassten Musik und eines Gedichts.

## Inhalt
Der Film zeigt die Fahrt des nächtlichen Postzugs der London, Midland and Scottish Railway von London nach Glasgow, Edinburgh und Aberdeen. Er verlässt London um 20:30 Uhr und ist mit 40 Postmitarbeitern besetzt. Es wird der Ablauf der Arbeiten bei der Postverteilung dargestellt. An einer Eisenbahnkreuzung werden auch von Zügen aus westlichen und südwestlichen Landesteilen noch Postsäcke für den Norden übernommen. Die Sortierung erfolgt dann im Zug.
Ein Hauptaugenmerk liegt auf der modernen Technologie des Zuges. Auf der Strecke wird an verschiedenen Stationen bei fahrendem Zug mittels mechanischer Vorrichtungen in Form von Fangnetzen Post abgeladen und weitere Post eingesammelt. Am Morgen erreicht der Zug Schottland.

## Hintergrund
Night Mail wurde von der Filmabteilung des General Post Office (GPO Film Unit) produziert. Der englische Dichter W. H. Auden schrieb das Gedicht „Night Mail“ und der Komponist Benjamin Britten verfasste eigens eine Musik zu dem knapp 24-minütigen Kurzfilm. Das von Pat Jackson gegen Ende des Films bei der Fahrt durch das schottische Hügelland gesprochene Gedicht wird im monotonen Rhythmus eines fahrenden Zuges rezitiert und steigert sich von langsamem Tempo zu schneller Erzählung, um dann in ruhiger Geschwindigkeit zu enden. Audens Verse und Brittens Musik sind über eine Bildmontage aus Eisenbahnrädern, Gleisen und flüchtenden Tieren gelegt. Alberto Cavalcanti, der als Toningenieur für den Einsatz und die Gestaltung des Tons verantwortlich war, übernahm auch gemeinsam mit Basil Wright den Filmschnitt.
Night Mail war einer der größten Kritikererfolge unter den Werken der britischen Dokumentarfilmbewegung und auch kommerziell erfolgreich. Sein Bekanntheitsstatus führte dazu, dass er noch in den 1980er Jahren als Inspiration für eine Werbung der britischen Eisenbahn verwendet wurde. Zum 50. Jahrestag des Films entstand ein Remake mit einem Gedicht von Blake Morrison.